# Episodi di Wolfblood - Sangue di lupo (prima stagione)
La prima stagione della serie televisiva Wolfblood - Sangue di lupo è stata trasmessa in prima visione assoluta nel Regno Unito sul canale CBBC Channel il 10 settembre 2012. Negli Stati Uniti è andata in onda dal 1º ottobre 2013, mentre in Italia la stagione debutterà in prima visione dal 27 ottobre dello stesso anno.
| nº | Titolo originale        | Titolo italiano         | Prima TV UK       | Prima TV Italia  |
| -- | ----------------------- | ----------------------- | ----------------- | ---------------- |
| 1  | Lone Wolf               | Lupo solitario          | 10 settembre 2012 | 27 ottobre 2013  |
| 2  | Mysterious Developments | Sviluppi misteriosi     | 11 settembre 2012 | 3 novembre 2013  |
| 3  | Family Ties             | Legami familiari        | 17 settembre 2012 | 10 novembre 2013 |
| 4  | Cry Wolf                | Al lupo!                | 18 settembre 2012 | 17 novembre 2013 |
| 5  | Occam's Razor           | Il rasoio di Occam      | 24 settembre 2012 | 24 novembre 2013 |
| 6  | Maddy Cool!             | Maddy e la street dance | 25 settembre 2012 | 1º dicembre 2013 |
| 7  | Dark Moon               | Novilunio               | 1º ottobre 2012   | 8 dicembre 2013  |
| 8  | Wolfsbane               | Il flagello dei lupi    | 2 ottobre 2012    | 15 dicembre 2013 |
| 9  | A Quiet Night In        | Una notte in gabbia     | 8 ottobre 2012    | 12 gennaio 2014  |
| 10 | The Call of the Wild    | La scelta del lupo      | 9 ottobre 2012    | 19 gennaio 2014  |
| 11 | Eolas                   | Eolas                   | 15 ottobre 2012   | 26 gennaio 2014  |
| 12 | Caged                   | In trappola             | 16 ottobre 2012   | 2 febbraio 2014  |
| 13 | Irresistible            | Irresistibile           | 22 ottobre 2012   | 9 febbraio 2014  |

## Lupo solitario
- Titolo originale: Lone Wolf
- Diretto da:

- Scritto da:

Trama
In città è arrivato Rhydian, un Sangue di Lupo come Maddy, che però è in affidamento. Maddy prima lo aggredisce per l'invasione del suo territorio, ma scoperta la verità, cercherà di aiutarlo e far luce sulla faccenda dei Sangue di Lupo.

## Sviluppi misteriosi
- Titolo originale: Mysterious Developments
- Diretto da:
- Scritto da:

Trama
Shannon è a caccia del mostro della Brughiera, e durante la notte è riuscita a fare una foto che lo attesta. Vuole dimostrare ai suoi compagni la vera esistenza del mostro, dato che la foto è poco chiara. Si reca, allora, nella Brughiera, e lì incontra un vero sangue di lupo selvaggio. Maddy e Rhydian riusciranno a salvarla?

## Legami familiari
- Titolo originale: Family Ties
- Diretto da:
- Scritto da:

Trama
A scuola viene organizzata una mostra fotografica sulla famiglia, la quale si svela, per alcuni, una delusione. Qualcuno devasta la palestra, comprese tutte le foto, facendo sì che Rhydian e Tom diventano i sospettati numero uno. Alla fine è stato Tim Jeffries, un loro compagno che detesta il fatto che non viene accettato da suo padre.

## Al lupo!
- Titolo originale: Cry Wolf
- Diretto da:
- Scritto da:

Trama
Maddy ha i sintomi che fanno capire che la sua prima trasformazione si sta avvicinando. A scuola è settimana di verifiche, e ciò fa turbare gli animi di tutti. Rhydian cerca di distrarre Maddy, la quale, trascurerà Tom, che voleva una mano per studiare. Scoppierà un incendio nella quale saranno coinvolte Shannon e Maddy. Quest'ultima reagirà al fuoco trasformandosi parzialmente, che viene vista da Shannon. Shannon ora ha dei dubbi sulla sua amica e la crede un licantropo.

## Il rasoio di Occam
- Titolo originale: Occam's Razor
- Diretto da:
- Scritto da:avend

Trama
Maddy è nervosa: sta per arrivare la notte della sua prima trasformazione. E proprio il giorno prima della luna piena, una serie di sfortunati eventi obbliga tutta la scolaresca a passare la notte su un'isola.

## Maddy e la street dance
- Titolo originale: Maddy Cool!
- Diretto da:
- Scritto da:

Trama
Maddy, avendo talento per la street dance, diventa desiderabile agli occhi di Dean. Ma Dean è ambito anche dalle tre K, che inviteranno entrambi alla festa di compleanno di Kay, dando però a Maddy l'indirizzo sbagliato.

## Novilunio
- Titolo originale: Dark Moon
- Diretto da:

Scritto da:
Trama
È l'ultimo giorno di luna, e Rhydian e Maddy si sentono male. La mamma di Tom sottopone entrambi ad un prelievo, ma i due, per timore che venga svelata la loro vera natura, sabotano l'esame. Alla fine, però, arrivano gli esiti. Maddy e Rhydian scoprono che, quando non c'è la luna piena, ogni traccia di lupo sparisce dal loro sangue. Shannon cancella ogni traccia del suo dubbio verso Maddy e le due ritornano amiche.

## Il flagello dei lupi
- Titolo originale: Wolfsbane
- Diretto da:
- Scritto da:

Trama
Prima di andare a cercare la bestia responsabile della scomparsa di alcuni animali domestici, Shannon dà a Maddy un rimedio per il suo raffreddore. Ma il farmaco interagisce col sangue di lupo, e Maddy diventa ingestibile.

## Una notte in gabbia
- Titolo originale: A Quiet Night In
- Diretto da:
- Scritto da:

Trama
Maddy e Rhydian trovano nella brughiera della merce griffata, forse rubata. Il ragazzo inizia a venderla ai compagni di scuola, ma la polizia lo scopre e lo arresta, e nemmeno l'intervento dei genitori di Maddy gli risparmia una notte in gabbia, ma dopo un po' di tempo, Daniel dice ai poliziotti che Rhydian ha una strana malattia licantropoli... Rhydian riesce a uscire ma nel frattempo si trasformano nel bosco.

## La scelta del lupo
- Titolo originale: The Call of the Wild
- Diretto da:
- Scritto da:

Trama
Rhydian scopre di avere una dote particolare per fare il portiere. Intanto, Maddy, Tom, Shannon e Rhydian intravedono nella Brughiera qualcuno che li sta spiando. Maddy e Rhydian riconoscono l'odore di sangue di lupo. Rhydian fa una scoperta sconvolgente e dovrà scegliere da quale parte stare.

## Eolas
- Titolo originale: Eolas
- Diretto da:
- Scritto da:

Trama
Rhydian parla a Maddy di Eolas, la capacità di vedere e sentire oltre le distanze. Per proteggere la figlia, la madre di Maddy proibisce ai ragazzi di vedersi e di farne uso, ma Maddy si ribella e fugge di casa.

## In trappola
- Titolo originale: Caged
- Diretto da:
- Scritto da:

Trama
Per la luna piena Rhydian va a passare la notte da Maddy, e poco prima che sorga la luna, chiude i suoi genitori nel seminterrato e scappa nel bosco con Rhydian. Intanto un cacciatore, dopo aver rintracciato Shannon, va con lei e Tom alla ricerca della "bestia", ma con la loro esca attirano Maddy e Rhydian intrappolandoli in una gabbia. Il cacciatore li vuole analizzare per poi venderli, ma Shannon, con l'aiuto di Tom, li libera. La mattina dopo Maddy libera i suoi genitori prendendosi la colpa, venendo messa in punizione.

## Irresistibile
- Titolo originale: Irresistible
- Diretto da:
- Scritto da:

Trama
Shannon vuole fotografare i lupi. Ma usando la miscela di Kyle attira Ceri, la mamma biologica di Rhydian. Ceri e Maddy trasformate, iniziano a combattere proprio davanti all'obiettivo di Shannon. Il segreto, ormai, non è più tale.